# ليوناردو زابافيجنا
ليوناردو زابافيجنا (بالإنجليزية: Leonardo Zappavigna) مواليد 27 أكتوبر 1987 في سيدني، هو ملاكم محترف أسترالي يصنف ضمن فئة وزن الوسط.

## إحصائيات
خاض خلال مسيرته 36 نزالا، فاز في 34 ولم يتعادل وخسر في 2. فاز بالضربة القاضية في 24 نزالا.

## روابط خارجية
- ليوناردو زابافيجنا على موقع بوكس ريك (الإنجليزية) (registration required)
- ليوناردو زابافيجنا على موقع اتحاد ألعاب الكومنولث (مؤرشف) (الإنجليزية)
- ليوناردو زابافيجنا على موقع دورة ألعاب الكومنولث 2006 (مؤرشف) (الإنجليزية)